# OUT
OUT je páté studiové album české hudební skupiny Insania, které vyšlo 1. prosince 2004.

## Podrobnosti
Texty se ironicky vymezují proti stádovitosti a společenským dogmatům.
Jde o patrně poslední album kapely, kde se nachází větší množství skladeb v angličtině (výjimkou je miniatura „We Are The Losers" z pozdějšího alba Na počátku byl spam). Zároveň zpěvák Poly hovoří o období okolo alba jako o nejvíce kritickém v historii souboru, kdy hrozil rozpad, především z důvodu nezájmu publika.

## Přijetí
Album bylo publicisty vřele přijato pro svou humornou textovou kousavost, melodičnost a žánrový eklektismus.

## Videoklipy
Album bylo podpořeno videoklipem k písni „Letíme dál".

## Seznam skladeb
Autor textů Petr „Poly“ Pálenský, autor hudby Insania.
| Pořadí         | Název                     | Autor          | Délka |
| -------------- | ------------------------- | -------------- | ----- |
| 1.             | It's Easy to Fall in Hate |                | 3:19  |
| 2.             | Chceme Být Out            |                | 4:37  |
| 3.             | Letíme Dál                |                | 4:36  |
| 4.             | Děj Se Vůle Tvá           |                | 3:58  |
| 5.             | Black Moon Still Shines   |                | 4:51  |
| 6.             | Jsme Na Černé Listině     |                | 3:56  |
| 7.             | Život Je Dekadentní Ráj   |                | 5:27  |
| 8.             | 5 4 T 4 N & 6 0 0 D       |                | 3:21  |
| 9.             | Zrada                     |                | 6:44  |
| 10.            | Hosana                    |                | 3:06  |
| 11.            | Shoot Your God            |                | 3:09  |
| 12.            | Naše Krev Je Prokletá     |                | 3:02  |
| 13.            | Y.R.U.L.I’ve              |                | 3:41  |
| Celková délka: | Celková délka:            | Celková délka: | 53:47 |

## Obsazení

### Insania
- Petr „Poly“ Pálenský – zpěv, kytara
- Maria Rosse – klávesy
- Radovan „Klíma“ Kříž – baskytara
- Rostislav „BlackDrum“ Mozga – bicí

### Produkce
- Miloš Dodo Doležal – mix a mastering
- František Musel – zvuk